# .yt
.yt – internetowa krajowa domena najwyższego poziomu (ccTLD) zarezerwowana dla departamentu zamorskiego Francji – Majotty. Domena jest administrowana i utrzymywana przez organizację non-profit AFNIC.
Domena zarejestrowana została 17 listopada 1997 r. Dostęp do domeny jest ograniczony dla podmiotów mających siedzibę na terenie Unii Europejskiej, Islandii, Liechtensteinu, Norwegii i Szwajcarii. Według stanu na dzień 24 czerwca 2020 r. w domenie .yt zarejestrowane były 3924 nazwy.